# Diva Magazine
«Diva Magazine» (урду دیوا میگزین; укр. Журнал «Діва») — пакистанський журнал про моду, розваги, подорожі, стиль життя та красу, щомісячне видання, яке виходить у Карачі та розповсюджується по всьому Пакистану.

## Історія
«Diva Magazine Pakistan» був заснований Рахілом Рао у 1999 році, але журнал почав виходити у 2002 році. «Diva Magazine» — єдиний пакистанський журнал про моду та розваги, який відкриває нові обличчя. «Diva Magazine Pakistan» відомий своїми журнальними обкладинками, на яких зображені діви. Його штаб-квартира розташована в DHA, Карачі, Пакистан.

## Головні категорії
Основні категорії журналу «Diva Magazine»: «Електронна діва», «Мода», «Розваги», «Краса», «Стиль життя», «Подорожі», «Їжа» та «Інтерв'ю».